# Rovarászölyv
A rovarászölyv  (Buteo magnirostris) a madarak (Aves) osztályának vágómadár-alakúak (Accipitriformes) rendjébe, ezen belül a vágómadárfélék (Accipitridae) családjába tartozó faj.
Egyes szerzők a Rupornis nem egyetlen fajaként határozzák meg Rupornis magnirostris néven, leválasztva a Buteo nembe sorolt ölyvektől.

## Előfordulása
Az Amerikai Egyesült Államok, Mexikó, Costa Rica, Salvador, Guatemala, Honduras, Nicaragua, Panama, Argentína, Belize, Bolívia, Brazília, Kolumbia, Ecuador, Francia Guyana, Guyana, Paraguay, Peru, Suriname, Uruguay és Venezuela területén honos.

## Alfajai
- Buteo magnirostris alius
- Buteo magnirostris conspectus
- Buteo magnirostris gracilis
- Buteo magnirostris griseocauda
- Buteo magnirostris magniplumis
- Buteo magnirostris magnirostris
- Buteo magnirostris nattereri
- Buteo magnirostris occiduus
- Buteo magnirostris petulans
- Buteo magnirostris pucherani
- Buteo magnirostris saturatus
- Buteo magnirostris sinushonduri

## Megjelenése
Testhossza 36 centiméter.
|  |